# Space Marines
De Space Marines zijn de elitetroepen van de mensen in het Warhammer 40,000 universum.
De gemiddelde Space Marine is ongeveer twee keer zo breed en minstens twee koppen groter dan de gemiddelde mens. Dit komt doordat hun lichaam vol zit met zintuigverscherpende technologie, hierdoor kunnen ze bijvoorbeeld beter zien in het donker, zich beschermen tegen schadelijke gassen in een omgeving en kan het gehoor zich afsluiten tegen explosies om het gehoor te beschermen. Verder hebben alle Space Marines twee harten, twee paar longen, extra lever, enz.
Als een Space Marine gewond raakt is dat niet erg, omdat ze door hun power armour meteen verdoving toegediend krijgen en omdat hun bloed zeer snel stolt dankzij de larramancellen.
Hoewel er verschillende versies over de geschiedenis van de Space marines bestaan en er nog meer verhalen zijn over het ontstaan van de verschillende Space Marines Chapters geeft de laatste versie van de regels het volgende verhaal.

## Donkere eeuw van technologie
De tijdlijn begint in donkere eeuw van technologie waar de mensheid zichzelf uitbreidt naar de sterren, koloniseert en de eerste buitenaardse rassen tegenkomt en verslaat. De Warp (een andere dimensie) wordt ontdekt die sneller dan het licht reizen mogelijk maakt.

## De eeuw van strijd
Hoewel de donkere eeuw van technologie een moment van grootse uitbreiding en verbetering van het menselijk ras was werd deze gevolgd door een grote hoeveelheid oorlogen en rampen zodat het menselijke ras op het punt van uitsterven stond. De kunstmatige intelligentie die de mens had gecreëerd voor hun robots, of mannen van ijzer, die het leger van de mensheid vormde en dus de mensheid beschermde tegen xenos en andere gevaren bleek bijna hun ondergang te worden toen de robots zich tegen hun meesters keerden. Dit was alleen maar de eerste stap, de echte oorzaak was de enorme massasterfte van een ander intelligent ras, de Eldar. Terwijl de mensheid op hun hoogtepunt was waren de Eldar aan het aftakelen. De successen van de Eldar leidde ertoe dat ze de macht over zichzelf kwijtraakten en dit zorgde voor de grootste massasterfte in de geschiedenis waardoor de Eldar cultuur ineenstortte. Deze massasterfte zorgde voor een enorme groei van de Warp, dat zich voedt op leed, haat en dood. Zo groot zelfs dat binnen het centrum van cultuur van de Eldar een nieuwe Chaos god werd geboren, Slaanesh. Op deze plek ontstond een permanent gat tussen de Warp en het universum genaamd "Het oog van terreur". Dit gat zwolg het meeste geavanceerde en dichtbevolkte gedeelte van het Eldar rijk op. Deze gebeurtenis reflecteerde onmiddellijk op de mensheid. De robots van de mensheid werden waarschijnlijk bezeten door demonen via de kunstmatige intelligentie. Ook een doelwit van de demonen waren de nieuwe menselijke Psykers. Dit zijn mensen met een sterke connectie met de Warp. Hoewel dit voordelen meebrengt, zoals veiliger reizen door de Warp en dus sneller transport, bracht het een groot nadeel: psykers waren in die tijd niet gewapend tegen de demonen uit de warp. Veel planeten vielen dan ook ten prooi aan bezeten psykers en hun moordlust. De warpstormen brachten een ander nadeel met zich mee: de warp werd onbevaarbaar en omdat de mensheid te veel afhankelijk was van technologie stortte het in en sloeg het over in anarchie: complete stelsels werden afgesloten van de rest en vielen ten prooi aan andere intelligente rassen in het universum, zoals de Orks.
Op het moment dat de nood het hoogst was kwam er een held naar voren die later bekend werd als de keizer (the god emperor of mankind). Zijn macht kalmeerde de Warp na een lange tijd van enorme warpstormen. De tijd van het imperium was begonnen. In deze tijd kreeg de keizer de mensheid weer onder één vlag en zijn sterke telekinetische krachten kreeg de warp weer onder controle waardoor sneller dan het licht reizen weer mogelijk werd. Nadat de meeste planeten van de mensheid weer waren verenigd was een van de eerste, duidelijke, strenge regels het verbod op het bouwen van kunstmatige intelligentie.
Deze regel zorgde ervoor dat de Keizer een andere manier moest vinden om de mensheid te beschermen. In een poging om een onoverwinnelijk leger te bouwen creëerde de keizer 20 klonen van zichzelf waarbij deze nog verder werden geëvolueerd om de ultieme krijgers te worden.
Helaas onderschept door de warp goden werden deze 20 klonen verspreid over het gehele universum. Geheel op zichzelf aangewezen ontwikkelden 18 van de 20 klonen zich tot een leider van de planeten waar ze op terechtgekomen waren. Het lot van de andere twee klonen is onbekend, aangezien al hun informatie uit de archieven ontbreken.

## De grote kruistocht
De keizer zat niet stil en op basis van de genetische codes van de 20 klonen creëerde hij 20 legioenen met de beste krijgers die het menselijke ras ooit hadden gezien. Dit waren de Space Marines. Geholpen door deze legioenen begon de nieuwe verovering van het universum. Al snel kwam de keizer de eerste kloon tegen en stelde deze als "Primarch" aan over het legioen met zijn eigen genetische basis. Geleid door de keizer en met hun genetische superioriteit lukte het de space marines om alle "primarchs" te vinden en deze te verenigen met hun eigen legers. De 20 Primarchs en hun legioenen zijn als volgt:
1. Lion El' Johnson - Dark Angels
2. Onbekend of verwijderd uit databases
3. Fulgrim - Emperor's Children
4. Perturabo - Iron Warriors
5. Jaghatai Khan - White Scars
6. Leman Russ - Space Wolves
7. Rogal Dorn- Imperial Fists
8. Konrad Curze - Night Lords
9. Sanguinius - Blood Angels
10. Ferrus Manus - Iron Hands
11. Onbekend of verwijderd uit databases
12. Angron - World Eaters
13. Roboute Guilliman - Ultramarines
14. Mortarion - Death Guard
15. Magnus the Red- Thousand Sons
16. Horus - Luna Wolves
17. Lorgar - Word Bearers
18. Vulkan - Salamanders
19. Corax - Raven Guard
20. Alpharius Omegon - Alpha Legion

## Het grote verraad
Na zoveel millennia te hebben doorgebracht op eindeloze slagvelden, besloot de Keizer dat hij terug zou keren naar de geboorteplaats van het menselijk ras. Terra (de aarde), hij legde echter niet uit aan zijn 20 zonen uit waarom.
Zijn kruistocht daarentegen, zou gewoon doorgaan. Om deze te leiden wees de Emperor zijn zoon Horus aan. Als primarch van de Luna Wolves, had Horus de kwaliteiten waar de Emperor naar zocht in een leider. Niet iedere Primarch was hier zo blij mee. Horus zijn aanwijzing als Warmaster was het begin van de onrust die de Primarchs later zou verscheuren in een eindeloze burgeroorlog. De zaden van de Heresy waren geplant.
Horus overkwam dit echter, en leidde de kruistochten naar ongekende hoogte. Maar toch was hij niet tevreden. Hij voelde zich verlaten door zijn vader, en dit begon ook in zijn karakter de minder prettige trekken naar boven te brengen. Hij voelde zich verlaten, en doelloos. Hij begon te twijfelen aan alles wat hij deed, en waarom hij het deed.
Dit werd alleen maar erger toen Erebus, de chaplain van de Word Bearers, dit gevoel bleef voeden, en er uiteindelijk zelfs voor zorgde dat Horus bijna kwam te overlijden.
De Space Marines waren gecreëerd om het heelal te bevrijden van hekserij, aliens en alle andere bedreigingen die de mensheid kwaad willen doen.
Het is daarom ook eigenaardig, dat Erebus een deel van de Luna wolves zover kreeg om Horus, die op de rand van de afgrond balanceerde, met alternatieve geneeswijze het leven te redden.
Erebus verscheen in Horus zijn droom die hij had terwijl hij in een ijlende toestand verkeerde, en voedde het gevoel van verlatenheid, en zijn wantrouwen naar de Emperor toe. Horus zijn droom begon langzaam doorvoed te raken met de verraderlijke invloeden van Chaos.
Toen Horus weer op de been was, raakte hij steeds verder onder invloed van Chaos. Het waren kleine verschijningen die wantrouwen opriepen bij een paar Marines. De bekendste hiervan is Garviel Loken. Een van Horus zijn battle-company leaders. Het was Loken zijn wantrouwen waardoor de Luna wolves uiteindelijk uit elkaar vielen.
De Luna Wolves werden omgedoopt naar "The Sons of Horus" als tribute aan het wonderbaarlijke herstel van hun Primarch. het bekende marmer grijze harnas werd vervangen door een onnatuurlijk groene kleur.
Ondertussen vielen er meer Primarchs langzaam aan Chaos. Mortarion, Primarch van de DeathGuard. Fulgrimm, Primarch van The Emperors Children. En Angron, Primarch van de World Eaters.
Deze 4 Primarchs waren het allen eens dat het niet goed ging met de kruistochten, en allen waren zij boos op hun vader, die hen zomaar verliet toen zij hem het hardste nodig hadden.
Het was op Istvaan III waar het begon. Hier wilde Horus alle troepen, die Loyaal waren aan de Emperor uitroeien. Horus was een man die geen halve maatregelen nam, en ook hierin ging hij tot het uiterste. Met een zogenaamde Cleans and Purge missie lokte hij Loken en zijn loyale marines naar de oppervlakte van de planeet. Niet alleen de loyalisten van de Sons of Horus werden gestuurd, maar ook de loyale marines van de World Eater, Deathguard en Emperors Children gingen aan land.
Horus had nu alle marines waar hij van af wilde op één plek, en besloot de planeet bloot te stellen aan een Virus Bombardement. Deze wapens zijn zo vreselijk, dat normaal alleen de Emperor toestemming geeft om dit in te zetten. Het mocht echter niet baten. De bunkers op de planeet redde een groot deel van de loyale marines het leven, en het kwam neer op een bloederige last stand van de loyalisten.
Het was op echter Istvaan V, waar het verraad zich volledig openbaarde. Nu Horus van de loyalisten in zijn eigen legioenen af was, was het tijd om meer legioenen en hun Primarchs voor zijn zaak te winnen.
Ferrus Manus van de Iron Hands had al een ontmoeting gehad met Fulgrim, zijn meest geliefde broer. (De Primarchs zagen elkaar als broers, met de Emperor als hun vader). Dit liep echter uit op een fiasco, en Ferrus gooide Fulgrim van zijn schip. Dit deed Fulgrim zoveel pijn, dat hij zwoer wraak te nemen op zijn voormalige broer.
Op Istvaan V vochten drie loyale space marine legioenen tegen de vier overgelopen legioenen. De Iron Hands, de Salamanders en de Raven Guard vormde een blok tegen Horus en zijn trawanten. hen ging het goed af, en ze drongen de vier verraders terug. Dit was echter van korte duur. Na hun eerste overwinning kwamen de drie loyale legioenen vast te zitten tussen de macht van Horus en zijn legioenen, en werden van de andere kanten aangevallen door vier andere Legioenen.
De legioenen van het Alpha legion, de Word bearers, de Night Lords en de Iron Warriors waren overtuigd door Horus, en vielen de overgebleven legioenen in de rug aan. Het werd een bloedbad, en de drie legioenen werden bijna compleet weggevaagd.
Horus had gewonnen, en zette koers naar Terra, om zijn vader te straffen voor het verraad.
Na de oorlog in het Istvaan systeem waren 8 van de 18 legioenen overgelopen naar Chaos en vier loyale legioenen compleet vernietigd. Dit maakte ruimte voor Horus om zijn donkere kruistocht voort te zetten en 7 jaar lang baande de chaos legioenen een weg naar de Aarde, een pad van verderf en vernietiging achterlatend.
Eenmaal aangekomen in het zonnestelsel was Horus eerste stap Mars aan te vallen, het hart van de Adeptus Mechanicus en hun geavanceerde technologie in handen te krijgen. Er was al een verrader in het midden van de Adeptus die via slinkse wijze de macht greep op mars en de industrie en technologie van Mars openlijk gaf aan Horus en zijn Chaos troepen. De planeet lag vol met verboden wapens en gevaarlijke relikwieën die corrupt waren gemaakt door Chaos. Al deze wapens werden in gebruik genomen.
Zodra de aanwezigheid van Chaos in de buurt van de Aarde bekend was brak de hel los. Overal, op vrijwel alle planeten van het Imperium braken rellen en burgeroorlogen uit, zo ook op Mars en de Aarde zelf. Als gevolg hiervan riep de keizer alle loyale legioenen terug van hun missies voor de verdediging. De loyale Dark Angels en Imperial Fists waren in gevecht met de verraderlijke Night Lords en Iron Warriors en waren te ver weg om naar de Aarde te komen. De verraderlijke legioenen van de Sons of Horus, de Death Guard, de Emperor's Children, de World Eaters, en elementen van de World Bearers verzamelden zich om de aanval op de Aarde te openen terwijl de andere legioenen de Ultramarines, die van hun thuisplaneet onderweg waren naar de Aarde, zouden tegenhouden. Op de Aarde zelf was het Imperial Fists legioen aanwezig. Het legioen Space Wolves was elders bezig de Thousand Sons legioen af te maken en werd aangevallen door Chaos via de warp en kon niet helpen in de verdediging van de Aarde hoewel het enige tijd later wel naar Terra kon komen. De loyale Blood Angels en White Scars hadden wel de roep om hulp gehoord en konden aanwezig zijn. Daarnaast waren ook nog 3 titanen (Gigantische gevechtsrobots, sommigen meer dan 55 meter hoog) legioenen van de overgebleven loyale Adeptus Mechanica aanwezig en ongeveer 2 miljoen soldaten van de keizerlijke garde (mariniers) om te helpen.

## De slag om de Aarde
De slag om de aarde begon met een bombardement vanuit een baan om de Aarde. De loyalisten vochten goed terug en vanuit de maan konden zeker een kwart van de verraderlijke vloot vernietigen voordat de gehele maan leeg was van leven en verdediging. Ook al gaven de loyalisten een goed strijd, de Chaos space marines waren met veel te veel troepen en overrompelde de grondtroepen. Dit resulteerde in een belegering van het paleis van de keizer. Overgeven was geen optie. De loyalisten werden geleid door Sanguinius, de magistraat van de Blood Angels. Zijn haast engelachtige verschijning gaf moed en hoop voor al de loyalistische troepen tegenover de overweldigende macht van de Chaos troepen aan de poorten. De muren van het paleis waren een doolhof en bekend als de sterkste van het heelal. Maar ondanks dat, slaagde Horus erin een gat te breken in de muur en ging hij persoonlijk het paleis in om zijn vader, de keizer te doden. Eenmaal in de muren kwamen de Chaos troepen het grootste verzet tegen van Blood Angels, White Scars en Imperial fists. Maar de keizer was nergens te bekennen. De belegering duurde 55 dagen en Horus wist dat de overwinning voor het grijpen lag maar ook een nederlaag was nog mogelijk want er waren drie loyale legioenen onderweg en die konden binnen enkele uren arriveren. Als dit gebeurt voordat de keizer dood is zal alles verloren zijn. Wat er toen gebeurde is onduidelijk. Maar wat de reden ook was, Horus liet heel even de schilden van zijn vlaggenschip vallen. Dit werd opgemerkt door de Keizer die direct besloot het gevecht naar Horus te brengen. Sanguinius en sommige van de beste veteranen troepen van ieder legioen aanwezig gingen mee en teleporteerden naar het schip toe. In het schip werd er hevig gevochten en de Keizer en Sanguinius gingen op zoek naar Horus. Sanguinius was de eerste die zijn gevallen broer vond. Horus probeerde nog eenmaal zijn broer te overtuigen naar chaos over te stappen maar wanneer duidelijk was dat Sanguinius niet te overtuigen was, viel Horus aan. Sanguinius had in de laatste 55 dagen alleen maar gevochten. Eén keer tegen een regelrechte Chaos demoon die hij wist neer te slaan maar niet zonder verwondingen. Sanguinius bleek nu geen partij voor Horus te zijn die goed uitgerust was en op zijn piek van Chaos krachten corruptie was. Horus, na wat met hem te spelen, vermoordde Sanguinius. Op dat moment kwam de Keizer binnen en die zag het lijk van zijn meest trouwe zoon aan de voeten van horus liggen. Horus vertelde de keizer dat hij een stommeling was dat hij de krachten van Chaos altijd onderschat heeft en nooit de echte meester van de mensheid kan zijn als hij die krachten nooit heeft aangepakt. De keizer daarentegen, op dat moment 30,000 jaar oud was wist donders goed wat voor krachten er achter Chaos school en vertelde Horus dat hij nooit iets ander zou zijn dan een pion van Chaos. Horus werd woest en vuurde Chaos bliksemschichten op de keizer maar die wuifde ze simpelweg af zonder te bewegen.
In het gevecht dat volgde was de keizer nog steeds overtuigd dat hij zijn meest geliefde zoon kon helpen en weigerde hem op volle kracht aan te vallen. Horus daarentegen ging als een krankzinnige tekeer en verwondde de Keizer op verschillende momenten. In het heetst van het gevecht wandelde er een enkele soldaat van de keizerlijke garde binnen. Horus liet hem het gehavende lijf van de keizer zien die aan alle kanten bloedde en verzwakt was en lachte hem uit. De soldaat aarzelde geen moment en viel Horus aan. Horus blies een telekinetische straal op de soldaat af en kakelde van het lachen toen de soldaat levend werd gevild en uiteenspatte.
Dit was het moment dat de Keizer inzag dat er geen redden meer was aan zijn zoon. Met een grote haal spietste hij Horus dwars door zijn pantser heen in zijn borstkas met zijn zwaard. Horus bleef versuft en verbaasd kijken naar de keizer die een traan liet. Horus keek zijn vader aan en vroeg om vergiffenis voor zijn verraad. De keizer zag dat hij het meende maar wist dat de macht van Chaos te groot was en dus vernietigde hij Horus compleet. zowel lichaam als ziel. De dood van Horus stuurde een enorme golf van energie door het universum dat alle chaos demonen terug stuurde naar de warp en de meeste stormen oploste. De verraderlijke Space marines die nog steeds aan het vechten waren op de Aarde, mars en over het hele universum voelden de dood van Horus en vrijwel onmiddellijk bliezen ze de aftocht. Hun grote leider was dood en nu was hun enige uitweg de Eye of Terror, een enorm gat in de ruimte die direct naar de warp leidt. De meeste legioenen konden vluchten, achternagezeten door Blood Angels, Space wolves en Ultramarines die als enige nog op kracht waren om een missie te volbrengen.
De Horus Heresy was over.

## De Tweede Oorsprong
Na de Horus Heresy was het duidelijk dat er imperfecties waren in het genetisch materiaal van verschillende Space Marine legioenen. Dit was als gevolg van het enorm snelle uitbreidingsproces van de legioenen om de benodigde mankracht op peil te houden tijden de grote kruistocht. Als gevolg hiervan gaf het Chaos de kans om onopgemerkt corruptie in legioenen te brengen wat de Horus Heresy tot gevolgen had. Na de dood van Horus en exodus van de verraderlijke legioenen werd het besluit genomen om de formaties van de Space Marines te reorganiseren om dit soort rampen in de toekomst te voorkomen. Dit werd de tweede oorsprong genoemd. Er werd besloten om de overgebleven legioenen op te delen in hoofdstukken. Terwijl een Space Marine legioen uit een limietloos aantal manschappen bestond (soms meer dan 100,000) bevat een hoofdstuk hooguit duizend Marines. Men weet niet precies hoeveel van deze hoofdstukken werden gecreëerd uit de legioenen vlak na de Horus Heresy, wel is bekend dat volledige hoofdstukken zijn gecreëerd en weer vernietigd in de tien millennia daarna. In het 41ste millennium zijn er rond de duizend hoofdstukken Space Marines verspreid over de hele Melkweg. Elk bestaand uit de beste menselijke exemplaren dat de mensheid te bieden heeft. Al dit werd vrijwel volledig mogelijk gemaakt door de magistraat van het Ultramarines legioen (de enige nog op volledige kracht na de Horus Heresy) Roboute Guilliman. Hij was ook verantwoordelijk voor de reorganisatie van de keizerlijke garde en vloot. Deze reorganisatie betekende vooral dat de genetische opmaak van de Space Marines beter in de gaten kon gehouden worden en sporen van corruptie snel en efficiënt konden worden geëlimineerd. Voor deze taak werden de "apothekers" (medici en houders van de puurheid van de Space Marine gen) en Kapelaans (spirituele leiders) aangesteld. Dit waren Space marines met de bijzondere taak om overzicht te houden op de pure, heilige gen en loyaliteit van de andere Space Marines. Deze twee soorten zijn, samen met een Bibliothecaris(die de Codex Astartes met zich mee draagt) onmisbaar in een Space Marine Hoofdstuk.

## Trivia
Er is weinig bekend over de twee ontbrekende klonen. Hun informatie is verwijderd nog voor het Verraad van Horus begon. Toch zijn er in de boeken verschillende heel beperkte hints gegeven over hun absentie in de archieven. Een mogelijke verklaring is dat de klonen nooit gevonden zijn, en dat hun legioenen zijn opgenomen in de Ultramarines. Een andere mogelijkheid is dat ten minste een van de legioenen en de bijhorende kloon is uitgeroeid door de Space Wolves in opdracht van het imperium. Een derde verklaring is dat een van de legioenen de Blood Ravens zijn, wat hun gebrek aan kennis over hun verleden kan verklaren, maar het zou niet verklaren waarom de Blood Ravens er nog zouden zijn in 410e eeuw.
Ook lijken de andere 18 klonen te weten wat er met de twee gebeurd is. Er zijn namelijk meerdere verwijzingen van de 18 klonen die, wanneer er wordt gesproken over de twee vermiste, dat ze treurend praten over beiden, alsof er iets vreselijks is gebeurd.
Uiteindelijk heeft Games Workshop de definitieve verklaring gegeven. De twee onbekende legioenen zouden spelers de ruimte geven zelf hun eigen legioenen te creëren en hun bijbehorende geschiedenis, waarbij één legioen loyaal bleef aan de emperor en één legioen voor Chaos koos.